# Haliaeetus
Haliaeetus (do neo-latim: haliaeetus, "águia-marinha", do grego clássico: ἁλιαίετος) é um género de aves de presa da família Accipitridae.

## Espécies
- Haliaeetus albicilla
- Haliaeetus leucogaster
- Haliaeetus leucocephalus
- Haliaeetus leucoryphus
- Haliaeetus pelagicus
- Haliaeetus sanfordi?
- Haliaeetus vocifer
- Haliaeetus vociferoides?